# Antrocephalus hypsiphylae
Antrocephalus hypsiphylae är en stekelart som beskrevs av T.C. Narendran 1989. Antrocephalus hypsiphylae ingår i släktet Antrocephalus och familjen bredlårsteklar. Inga underarter finns listade i Catalogue of Life.